# Asko Deutsche Kaufhaus AG
Die Asko Deutsche Kaufhaus AG (eigene Schreibweise ASKO) war eine deutsche Aktiengesellschaft, die 1996 durch Zusammenschluss mit der Kaufhof Holding AG und der Deutschen SB-Kauf AG mit der Metro AG fusionierte.

## Geschichte

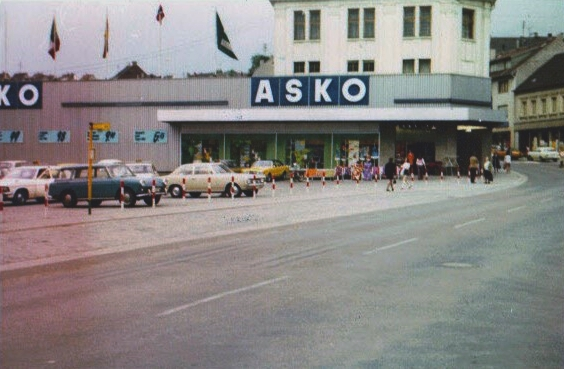
Ein ASKO-Markt in Friedrichsthal, am Marktplatz im Jahr 1973

Asko Aktie

1880 wurde das Einzelhandelsunternehmen mit Sitz in Saarbrücken zunächst als „Saarbrücker Eisenbahn-Konsumverein“ gegründet. Im Jahr 1921 wurde es in „Allgemeine Saarkonsum GmbH“ kurz „ASKO“ umbenannt. Im 3. Reich wurden alle Konsumvereine und -genossenschaften der „Deutschen Arbeitsfront“ (DAF) unterstellt und 1941 wurden alle Organisationen aufgelöst und deren Vermögen beschlagnahmt. Am 8. August 1946 wurde die Genossenschaft unter dem Namen „Asko Saarbrücken“ beziehungsweise „Asko Saarpfalz“ neu gegründet und im Jahr 1972 in die „Asko Lebensmittelfilial- und Kaufhaus AG“ umgewandelt. Dies führte zunächst zu einer Expansion über die Grenzen des Saarlandes hinaus. Die Asko hatte Betriebe im gesamten Bundesgebiet und ab 1990 auch in Ostdeutschland. 1994 war sie auch in Luxemburg und Österreich mit Märkten vertreten. Bis 1982 gehörte das Unternehmen zum co op-Verbund. Die Gesellschaft hieß seit 1977 „Asko Deutsche Kaufhaus AG“ und entwickelte sich zu einem Zusammenschluss unterschiedlicher Unternehmensbereiche. Das Lebensmittelsegment wurde Ende der 1970er-Jahre zugunsten von Warenhäusern und Baumärkten zurückgedrängt. So wurde 1978 die Praktiker Bau- und Heimwerkermärkte AG gegründet. Eine Anfang 1986 mit der Edeka eingegangene Partnerschaft im Einkauf wurde nach sechs Monaten wieder beendet. Im Jahr 1988 betrieb die Asko insgesamt 114 SB-Warenhäuser mit rund 1,14 Mio. m² Verkaufsfläche und belegte damit die Spitzenposition, vor den Mitbewerbern. 1991 übernahm sie die restlichen Teile der co op AG, die zuvor im Rahmen des co op-Skandals zerschlagen und saniert wurde. Asko hatte am 31. März 1995 77.768 Mitarbeiter und erzielte 1994 einen Umsatz von 27,5 Mrd. DM.
Aktionäre der Asko waren 1989 unter anderem:
- Metro Cash & Carry
- West LB (10 %)
- Begoha Holding und die
- Lonrho Handel GmbH

1990 stieg Metro Cash & Carry bei Asko als Mehrheitsaktionär mit 50 % ein. Aktionärstruktur 1995: Metro-Gruppe 55 %, Begoha 10,5 %, Westdeutsche Landesbank 10,5 %, Rest Streubesitz. Am 31. Juli 1996 ging der Firmenverbund mit seinen mehr als 350 Niederlassungen durch Verschmelzung in der Metro AG auf.

## Vertriebslinien
Folgende Vertriebslinien wurden von der Asko betrieben:
| Name              | Logo | Beschreibung | Umflaggung auf (Zeitpunkt)                                                                                    |
| ----------------- | ---- | --- | --- |
| Adler             |      | Modemarktkette, gegründet durch Wolfgang Adler im Jahr 1948, Übernahme durch Asko im Jahr 1982 | Fortbestand                                                                                                   |
| Asko              |      | Supermarktkette, hauptsächlich im Saarland zu finden gewesen | unbekannt |
| Basar             |      | SB-Warenhauskette, gegründet im Jahr 1971 als Tochter der Asko | real (1992)                                                                                                   |
| C+C Schaper       |      | Abholgroßmarkt für Großhandelsunternehmen, gegründet durch Adolf Schaper im Oktober 1879, Übernahme als Teil der Schaper-Gruppe durch die Asko in den Jahren 1986–1988, Weiterführung durch die Metro AG                                          | Metro Gastro (2016)                                                                                           |
| Continent         |      | SB-Warenhauskette, gegründet durch die Schaper-Gruppe und die französische Promodès-Gruppe im Jahr 1975, Übernahme als Teil der Schaper-Gruppe durch die Asko in den Jahren 1986–1988                                                             | real (1992)                                                                                                   |
| Divi              |      | SB-Warenhauskette, gegründet durch die Westdeutsche Haushaltsversorgung AG (WEHAG), Übernahme durch die Asko im Jahr 1985 | real (1992)                                                                                                   |
| Esbella           |      | SB-Warenhauskette, gegründet im Jahr 1965 (eigenständig), Übernahme durch Schaper-Gruppe in den 1980er-Jahren, Übernahme als Teil der Schaper-Gruppe durch die Asko in den Jahren 1986–1988                                                       | real (1992)                                                                                                   |
| Extra             |      | Verbrauchermarktkette, gegründet durch die Schaper-Gruppe im Jahr 1970, Übernahme als Teil der Schaper-Gruppe durch die Asko in den Jahren 1986–1988, Weiterführung durch die Metro AG, Verkauf in zwei Chargen an die Rewe Group (2004 und 2008) | Rewe (2009)                                                                                                   |
| Extra Bau + Hobby |      | Baumarktkette, Übernahme als Teil der Schaper-Gruppe durch die Asko in den Jahren 1986–1988, Weiterführung durch die Metro AG, Angliederung an Praktiker nach Verkauf der extra-Verbrauchermärkte                                                 | Insolvenz (2013), Fortbestand eines Marktes in Zülpich                                                        |
| Massa             |      | SB-Warenhauskette, gegründet durch die Massa AG im Jahr 1964, Übernahme durch die Asko im Jahr 1987 | Real (1992)                                                                                                   |
| Praktiker         |      | Baumarktkette, gegründet im Jahr 1978 als Tochter der Asko, Weiterführung durch die Metro AG, Verkauf im Jahr 2006 | Insolvenz (2013)                                                                                              |
| Real-kauf         |      | SB-Warenhauskette, gegründet durch die Schaper-Gruppe im Jahr 1967, Übernahme als Teil der Schaper-Gruppe durch die Asko in den Jahren 1986–1988                                                                                                  | Real (1992)                                                                                                   |
| Tip               |      | Lebensmittel-Discounter, gegründet durch die Schaper-Gruppe, Übernahme als Teil der Schaper-Gruppe durch die Asko in den Jahren 1986–1988 | Zerschlagung, Umflaggung auf verschiedene Vertriebslinien, zum Großteil auf Tengelmann-Tochter Plus (ab 1998) |

## Weiteres
Im Jahr 1990 gründet die Asko die ASKO Europa-Stiftung, eine Stiftung, die sich laut eigener Aussage für interkulturelle Verständigung, Vernetzung Europas, weiterer Versöhnung Deutschlands und Frankreichs und Nachhaltigkeit einsetzt. Mit der Verschmelzung auf die Metro AG wurde die Stiftung eigenständig und besteht weiter.